# Bahnhof Chemnitz Küchwald
Der Bahnhof Chemnitz Küchwald, bis Dezember 2018 Küchwald, ist eine Betriebsstelle der Bahnstrecke Neukieritzsch–Chemnitz und der früher hier abzweigenden Strecken nach Wechselburg, Obergrüna und Chemnitz-Hilbersdorf. Er liegt im Norden der sächsischen Stadt Chemnitz und erstreckt sich überwiegend im Stadtteil Furth, zu kleineren Anteilen auch in den Stadtteilen Borna-Heinersdorf (hier unter anderem der Bahnsteig und dessen Zuwegung) und Schloßchemnitz. Benannt ist er nach dem innerstädtischen Naherholungs- und Waldgebiet Küchwald, an dessen nordöstlicher Seite er liegt.
Der Bahnhof dient heute im Güterverkehr vor allem der Versorgung des Heizkraftwerks Chemnitz-Nord mit Brennstoffen sowie im Personenverkehr der Erschließung der Wohngebiete beiderseits der Bahnanlagen.

## Geschichte
In den 1880er Jahren waren die vorhandenen Bahnstationen in Chemnitz für den stark angewachsenen Güterverkehr nicht mehr ausreichend. Neben einem dringend notwendigen Eisenbahnanschluss der zahlreichen Industriebetriebe im Norden der Stadt fehlte auch ein leistungsfähiger Rangierbahnhof. Zunächst war beabsichtigt, den Rangierbahnhof ungefähr auf dem damals weitgehend ebenen Gelände des heutigen Bahnhofs Küchwald anzulegen. Zwar stand hier zwischen dem zu Chemnitz gehörigen Küchwald und den damals noch selbstständigen Dörfern Borna, Glösa und Furth ausreichend Bauland zur Verfügung, allerdings hätte der Bahnhof abseits der damaligen Hauptverkehrsrichtung Dresden–Zwickau–Reichenbach gelegen. Als endgültiger Standort wurde deshalb das stark ansteigende Areal südlich des Werkstättenbahnhofs in Hilbersdorf gewählt. Die Strecke Kieritzsch–Chemnitz erhielt ebenso wie die Strecke Riesa–Chemnitz eine direkte Verbindungsstrecke zum neu zu bauenden Bahnhof Hilbersdorf.

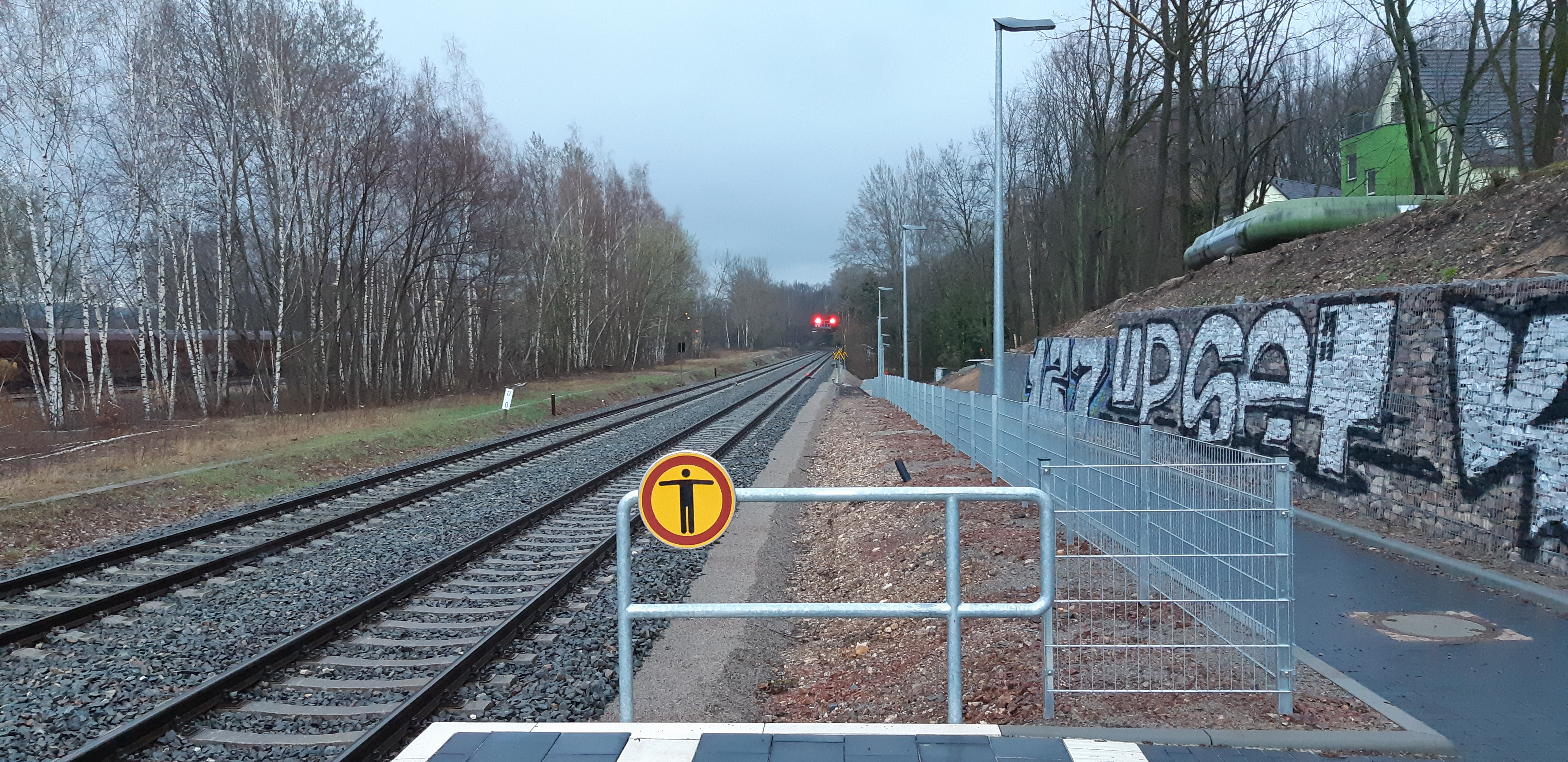
Blick vom Bahnsteig auf den südlichen Bahnhofsbereich mit den beiden Hauptgleisen der Strecke Neukieritzsch–Chemnitz sowie dem Planum der ehemaligen Verbindungskurve zum Bahnhof Chemnitz-Hilbersdorf mit der verbliebenen Nullkilometer-Tafel.

1902 wurde die Betriebsstelle Küchwald zusammen mit dem Rangierbahnhof Hilbersdorf und der Verbindungsbahn eröffnet. An der Ausmündung dieser Verbindungsstrecke wurde Küchwald Zweigstelle eingerichtet. Auch die 1902 eröffnete Bahnstrecke im Chemnitztal von Wechselburg wurde hier eingebunden.
Im Juli 1901 wurde der Bau der Industriebahn Küchwald–Obergrüna begonnen, am 17. Dezember 1903 erfolgte die Inbetriebnahme.
Teilweise übernahm Küchwald auch Zugbildungsaufgaben. Ortsfrachten nach Chemnitz-Altendorf, Limbach und in Richtung Chemnitztal wurden von hier aus verteilt, zudem konnten Engpässe am Rangierbahnhof Hilbersdorf abgefangen werden, insbesondere für den Güterverkehr in und aus nördlicher Richtung.
Am Vormittag des 25. November 1906 fuhr in der Zweigstelle am Küchwald ein aus Leipzig kommender Güterzug in die Flanke eines Güterzugs Chemnitz–Wüstenbrand. Als Ursache wurden Nebel und die Missachtung eines Signals angegeben. 14 Wagen entgleisten, ein Wagen fiel auf das tiefer liegende Personenzuggleis von Chemnitz Hbf Richtung Leipzig.
Seine größte Ausdehnung erreichte der Bahnhof mit Inbetriebnahme des Heizkraftwerks Chemnitz-Nord im Jahr 1962. Seitdem gehört ein großer Teil der Gleisanlagen zur damals neu errichteten Anschlussbahn des Kraftwerksbetreibers. Zudem ist der Bahnhof Küchwald seither Ziel- und Abgangsbahnhof zahlreicher Ganzzüge. In Spitzenzeiten waren 200 ein- und ausgehende Wagen täglich keine Seltenheit. Ein wichtiger Güterkunde zu Zeiten der Deutschen Reichsbahn war auch der VEB Stahlgießerei mit seiner Werkbahn.
Seit 1990 ist der Verkehr stark zurückgegangen. Mit Schließung des Rangierbahnhofs Chemnitz-Hilbersdorf 1999 und der damit einhergehenden Stilllegung der Verbindungsstrecke am 31. August 1999 hat auch der Bahnhof Küchwald wesentlich an Bedeutung verloren. Die Strecke von Wechselburg wurde 2002 bis Chemnitz-Glösa stillgelegt, die Reststrecke zwischen Küchwald und Chemnitz-Glösa dient noch der Bedienung des Heizkraftwerks Chemnitz-Nord. 2004 wurde die Strecke nach Grüna stillgelegt, im Oktober 2006 wurde im Bahnhof Küchwald deren Anbindung zurückgebaut.
Ab Mitte der 1980er Jahre wurde die Leit- und Sicherungstechnik im Bahnhof Küchwald modernisiert. Formsignale wurden durch Lichtsignale ersetzt und ein neues Zentralstellwerk wurde in Betrieb genommen. Baubeginn für das heutige Stellwerk B1 war 1988, am 5. November 1991 wurde dieses zusammen mit dem Stellwerk R2 in Betrieb genommen. Die vorherigen Altstellwerke B1, W2 und W3 wurden stillgelegt. W2 wurde 2003 abgerissen.
Der Bahnhof Küchwald diente bis zum Fahrplanwechsel im Dezember 2018 nicht dem Personenverkehr. Alle Reisezüge sowohl von Leipzig bzw. Neukieritzsch als auch von Wechselburg nach Chemnitz durchfuhren den Bahnhof lediglich. Seit dem 5. Dezember 2018 wird der Bahnhof planmäßig im Stundentakt von der Linie C13 Burgstädt–Chemnitz der City-Bahn Chemnitz bedient. In Abweichung dazu wurde der Bahnhof vom 23. Mai 2019 und bis zum 19. September 2019 vom RegionalExpress RE 6 von und nach Leipzig bedient, da wegen Bauarbeiten am Chemnitztalviadukt die weiterführende Bahnstrecke zum Hauptbahnhof voll gesperrt war. Zu diesem Zweck wurde der vorhandene Bahnsteig vorab provisorisch für die lokbespannten Wagenzüge verlängert. Die Haltestelle des Schienenersatzverkehrs befand sich auf der anderen Seite der Bahnstrecke, der Fußweg betrug rund 450 Meter, u. a. durch den Tunnel Irrbornweg. Die Nahverkehrslinie C13 wurde in diesem Zeitraum komplett von Burgstädt bis Chemnitz Hbf als Schienenersatzverkehr gefahren und bediente nicht den Bahnhof Küchwald.
Einhergehend mit der Fertigstellung der Personenverkehrsanlagen erfolgte durch die DB Station&Service AG eine Antragstellung zur Umbenennung der Verkehrsstation zum Fahrplanwechsel am 9. Dezember 2018. Zum 1. Januar 2019 wurde auch durch die DB Netz AG die Betriebsstelle von Küchwald in Chemnitz Küchwald umbenannt.

## Personenverkehrsanlagen

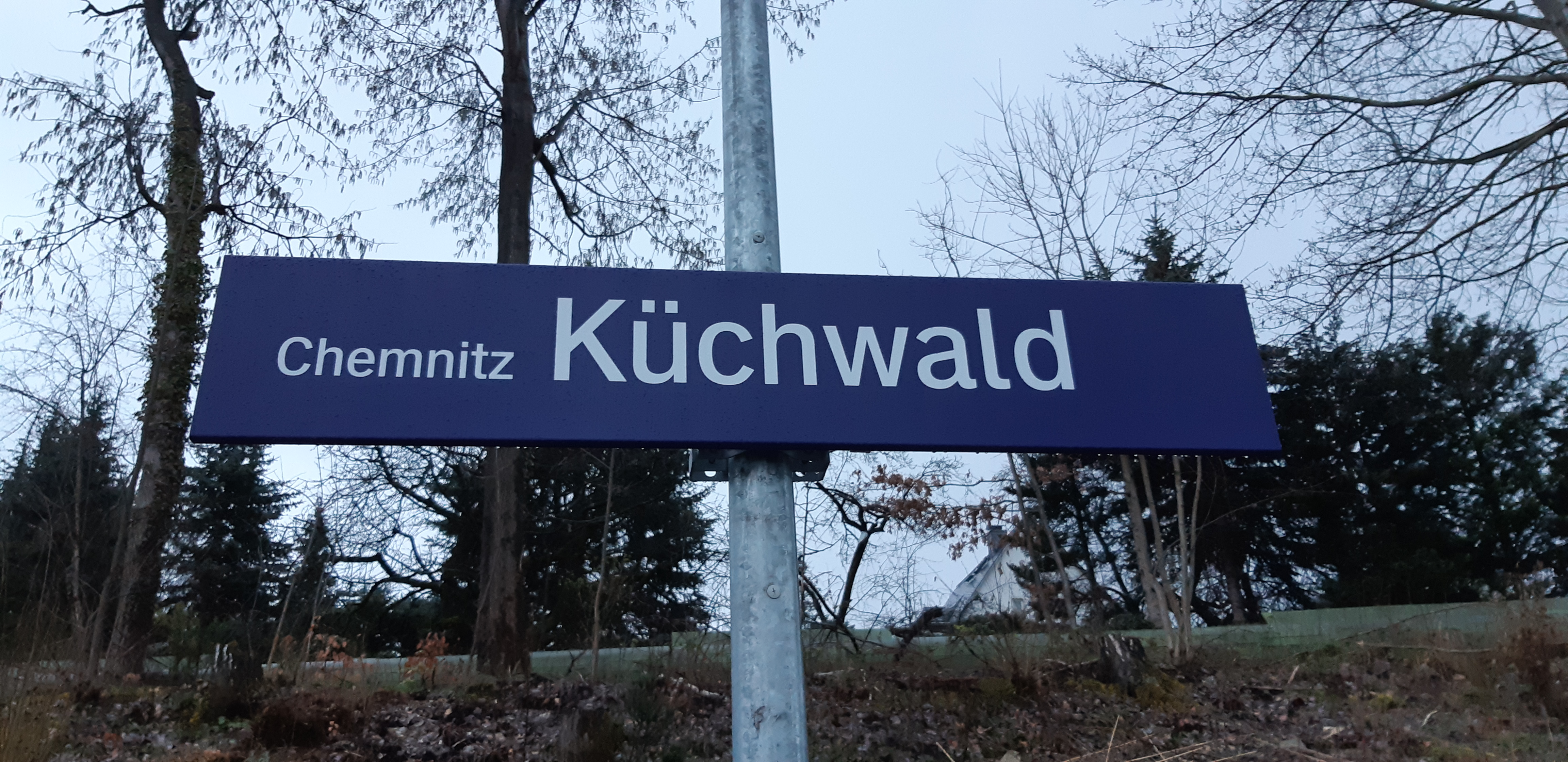
Beschilderung am Bahnsteig mit der neuen Bezeichnung Chemnitz Küchwald.

Mit finanzieller Unterstützung der Stadt Chemnitz in Höhe von 400.000 Euro errichtete die DB Station&Service AG eine Zugangsstelle für den Reiseverkehr. Der Außenbahnsteig mit 90 Metern Länge und 55 Zentimetern Bahnsteighöhe liegt am bahnrechten Gleis der Strecke Neukieritzsch–Chemnitz, beginnend am Streckenkilometer 58,561. Die Personenverkehrsanlagen wurden am 5. Dezember 2018, kurz vor dem Fahrplanwechsel 2018/2019, in Betrieb genommen. Zum Zeitpunkt der Inbetriebnahme war nur der südliche Zugang vom Irrbornweg aus fertig gestellt. Der nördliche Zugang vom Wohngebiet Rilkestraße wurde im Sommer 2019 fertig gestellt und zur Nutzung freigegeben.

Der Inbetriebnahme vorausgegangen waren mehrjährige Abstimmungen der Stadt Chemnitz mit der DB Station&Service AG. In diesem Zusammenhang kam es auch immer wieder zu Verzögerungen. Noch Anfang 2016 wurde für die Inbetriebnahme frühestens der Fahrplanwechsel 2017/2018 benannt.

## Heutiger Betriebsablauf

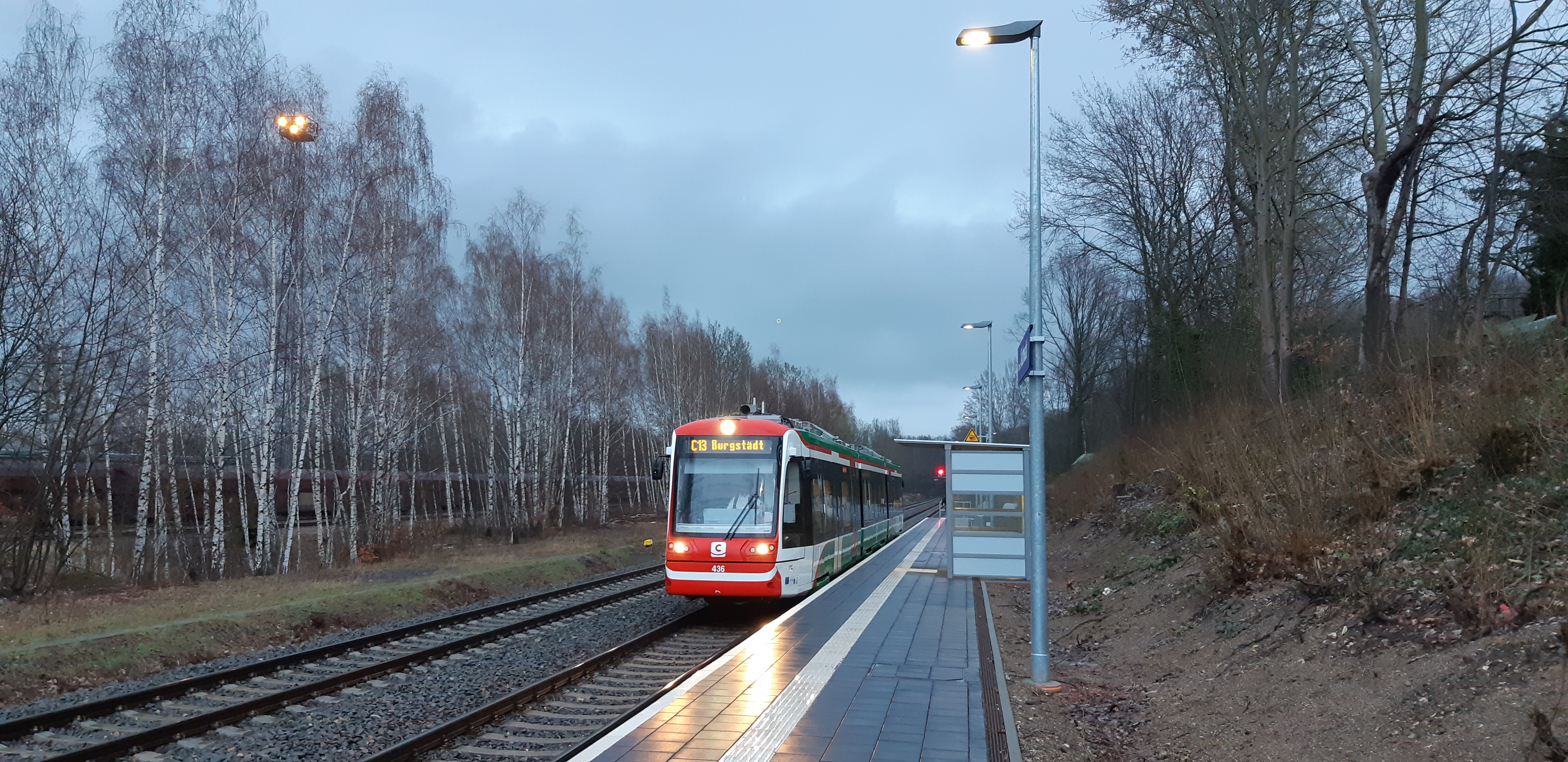
Citylink-Triebwagen der City-Bahn Chemnitz im März 2019 am Bahnsteig, abfahrbereit Richtung Burgstädt.

Bedient wird der Bahnhof vom Stellwerk B1, das Stellwerk R2 ist nicht besetzt, kann aber bei Bedarf eingeschaltet werden.
Der Bahnhof ist Ziel von Kohlezügen aus Profen, Kalkzügen aus Rübeland sowie sporadisch von Mineralölzügen bzw. Ausgangspunkt für Gipszüge nach Großkorbetha.
Die Kohle- und Kalkzüge werden nach Ankunft in Küchwald von Rangierloks der Baureihen V 60 Ost, V 60 West oder V 23 von AHG (vormaliger Besitzer Stadtwerke Chemnitz) auf die Entladebrücke geschoben, von wo aus über ein Förderband die Güter direkt in das Kraftwerk gelangen.
Die Kessel- und Gipszüge werden im sich unterhalb befindenden Werkbahnhof des Heizkraftwerkes ent- bzw. beladen und von den oben genannten Diesellokomotiven rangiert. Da die Bahnstrecke Wechselburg–Küchwald ab dem Bahnhof Chemnitz-Glösa stillgelegt und abgebaut ist und so auf der Chemnitzbrücke die Fahrtrichtung gewechselt werden muss, werden die Züge in mehreren Teilen hinauf nach Küchwald gefahren und dort zu ganzen Zügen wieder zusammengestellt.
Die Strecke Neukieritzsch–Chemnitz besitzt im Bahnhofsbereich zwei durchgehende Hauptgleise. Da es jedoch nur einen Bahnsteig gibt, wird das streckenrechte Gleis 1 von den Zügen der Linien C13 in beiden Richtungen befahren. Die übrigen Züge des Reiseverkehrs verkehren üblicherweise auf dem in Fahrtrichtung jeweils rechten Gleis. Südlich des Bahnhofs Küchwald verläuft die Strecke eingleisig weiter in Richtung Chemnitz Hbf, nördlich des Bahnhofs Küchwald in Richtung Neukieritzsch zweigleisig. Die nicht durchgehenden Hauptgleise sind heute nur aus Richtung Neukieritzsch an die Strecke angebunden, wodurch bei ausnahmsweise über Chemnitz Hbf verkehrenden Güterzügen Rangierfahrten erforderlich sind, um auf jene Gleise zu gelangen.

## Ausblick
In Abhängigkeit von der Laufzeit der Braunkohle-Lieferverträge und dem Abschreibungszeitraum der derzeitigen Erzeugerblöcke soll die Braunkohleverbrennung im benachbarten Heizkraftwerk Nord nach Informationen seines gegenwärtigen Betreibers Eins Energie in Sachsen GmbH & Co. KG aus dem Jahr 2017 spätestens im Jahr 2028 beendet werden. Ab 2022 sollen sukzessive stadtweit 20 gasbefeuerte, dezentrale Blockheizkraftwerke die Fernwärme- und Elektroenergieerzeugung des Kraftwerkes übernehmen. Die Belieferung mit Braunkohle endete bereits Ende Dezember 2023, da bereits im Januar 2024 das Heizkraftwerk vollständig auf Gasbetrieb umgestellt wurde. Damit einher geht der weitere Bedeutungsverlust des Güterverkehrs am Bahnhof.